# Antônio Américo Camargo de Andrade
Antônio Américo Camargo de Andrade (São Paulo, 3 de diciembre de 1901 - São Paulo, 23 de mayo de 1932) fue uno de los cuatro manifestantes paulistas asesinados en la manifestación ocurrida el 23 de mayo de 1932 al frente de la sede del Partido Popular Paulista.
Nació en São Paulo el 3 de diciembre de 1901, hijo de Nabor de Camargo Andrade y de Hermelinda Nogueira de Camargo. Estaba casado con Inaiah Teixeira de Camargo y tenía tres hijos: Clesio, Yara y Hermelinda. Tuvo, también, tres hermanos: Ciro de Camargo de Andrade, Laura Camargo de Andrade e Rita de Camargo Sampaio Ferraz. Pertenecía a una tradicional familia de cafeicultores de la región de Amparo en el interior paulista.
El 23 de mayo de 1932 participó en la manifestación frente al edificio del Partido Popular Paulista, en la Rúa Barão Itapetininga, Praça da República, en São Paulo. Esta organización (antes conocida como "Legión Revolucionaria") estaba dirigida por Miguel Costa y reunía a militares, políticos y antiguos miembros de la Columna Prestes y servían como apoyo político y militar a los intereses de la dictadura de Getúlio Vargas. En esa ocasión, junto con otros estudiantes, fue alcanzado por los disparos de los fusiles de los soldados de la organización que estaban apostados en las ventanas de aquel edificio, muriendo en el acto.
En 1955, con el Decreto Nº 24.712 del Gobierno del Estado de São Paulo, sus restos fueron trasladados al Monumento Mausoleo al Soldado Constitucionalista de 1932.
En 2011, con la ley federal Nº 12.430, los nombres de Mário Martins de Almeida, Euclides Bueno Miragaia, Dráusio Marcondes de Souza y Antônio Américo Camargo de Andrade fueron inscritos en el Libro de los Héroes de la Patria, que se encuentra en el Panteón de la Patria y de la Libertad Tancredo Neves, en Brasilia. El episodio ocurrido en esa manifestación, que resultó en la muerte de estas cuatro personas, fue una de las razones que motivaron la Revolución Constitucionalista de 1932.
Se convirtieron así en mártires y símbolos de aquel movimiento, denominado por las siglas M.M.D.C., respectivamente: Martins, Miragaia, Dráusio y Camargo, que a su vez era también el nombre de la organización clandestina que llegó a conspirar contra el gobierno provisional de Vargas, contribuyendo a la articulación y coordinación de aquella Revolución.  En 2004, se añadió la letra "A" al MMDC en honor a Orlando de Oliveira Alvarenga que, también herido en aquel episodio, falleció tras más de dos meses hospitalizado.